# Kiubbah Malon
Gilberto Antonio Tapia Rodríguez (Buenos Aires de Herrera, Santo Domingo, 2 de diciembre de 1992), conocido como Kiubbah Malon, es un rapero, productor y director dominicano, que reside en la ciudad de Miami, Estados Unidos. Se dio a conocer con la canción Árabe, en colaboración con N1P Records y Many Malon.

## Trayectoria
Comenzó su carrera desde el 2007. Descubrió su talento en usar la técnica de rapear rápido (doble tempo).
Ha colaborado con artistas como Juan Magan, Anuel AA, Ñengo Flow, Arcángel, Shelow Shaq, Many Malon, Rochy RD, N-Fasis, Sensato del Patio, Lito Kirino, Villanosam, DICC, Elillumari, R-1 La Esencia, Tali, Kapuchino y Messiah.

## Infancia
Nació el 2 de diciembre del año 1992 en la ciudad de Santo Domingo, República Dominicana. 

### Esbozo musical
Desde pequeño estuvo interesado en la música; a los 8 años de edad escribía su propia versión de las canciones que escuchaba en la radio y grababa parodias en un radio casete. A los 12 años de edad, viajó a los Estados Unidos junto a su familia, con las ganas de progresar económicamente. En el 2007, empezó a escribir y grabar sus propias canciones las cuales recibieron mucho apoyo local. En el 2010, decidió poner su propio estudio de grabación y comenzó a grabar a varios artistas locales.  En el 2011, se graduó de la escuela "Eastside High School" de Paterson (New Jersey), y decidió entrar a la universidad para estudiar negocios, pero dejó los estudios después de 4 meses para seguir su carrera musical. Ese mismo año, conoce a Many Malon, y forman "La Familia Malon".
En el 2015 firmó contrato con la compañía discográfica N1P Records, en el estado de California, y decidió mudarse después para dicho lugar. En el 2016, compuso la canción titulada “Árabe”, junto a Many Malón, la cual fue un éxito en toda Latinoamérica y Europa. El 17 de febrero del 2017, grabó su primer álbum titulado “El Final”, el cual recibió un apoyo mundial. Ese mismo año, hizo el remix de "Árabe", junto a Ñengo Flow, posicionando el tema como uno de los más populares en el mercado hispanohablante. En verano del 2017, firmó contrato con la compañía "We Love Asere", del cantante español Juan Magán, quienes lo ayudarían a expandir su audiencia realizando un sinnúmero de conciertos por todo el continente europeo. Ese mismo año, hizo un tour por España, junto al rapero Tempo. En el 2019, hizo varias colaboraciones importantes, entre ellas "#Idiota", junto a Juan Magán; "Mami Xula", junto a Eliluminari; y, "Capo", junto a R1 La Esencia. Ese mismo año, decidió retirarse por un tiempo de la música.
En el 2020, se mudó para la ciudad de Miami. En enero, sacó el tema "Balaguer", junto a Shelow Shaq, después de 7 meses de ausencia. También, colaboró con N-Fasis, en el tema "Estoy Feliz". En febrero, participó en el programa de "Dj Scuff", haciendo un Freestyle de más de 15 minutos, siendo el último rapero en participar antes de la pandemia del Coronavirus en el año 2020. En abril, sacó su primer tema como solista, después de 3 años, titulado "Corito Sano". En junio, participó en el remix de "Malisimo y Pico", junto a Pablo Piddy, Yomel El Meloso, Mandrake y La Pedra. El 4 de julio, sacó un nuevo vídeo, junto a Many Malon, titulado "Trapiando", celebrando los cuatro años de su éxito "Arabe".

## Discografía
| Año  | Discos | Featuring                                                              |
| ---- | --- | ---------------------------------------------------------------------- |
| 2007 | Dedicado aa RD | Miky Way                                                               |
| 2007 | No nos tiren |                                                                        |
| 2008 | The last one Poponio |                                                                        |
| 2009 | Dedicado pa RD (Remix) No te pase You so pussy | Miky Way                                                               |
| 2009 | Limpiabota parte 2 Ku Ki Ka La jikotea Alocao de Flow She ridin on me |                                                                        |
| 2010 | Cero coro Afuego Inc Llévatelo cundo No son de nah Maco modelo Maco modelo (Remix) Un fristal bakanisimo 4 Versos Desahogos personales Este summer Chillin Utedes vienen Rápido y furioso Helado en paleta Territorio HipHop Brinca Congratulate me El Movimiento de P-Town Desorden Music Proactiv solution Mis pensamientos Tu eres mongolo |                                                                        |
| 2010 | Vuelve mi nena | Many Malon                                                             |
| 2011 | Me voy a quedar con to Bájale algo Délen volumen Okay Ortiz 1 Verso No se olviden del Rap |                                                                        |
| 2011 | Mi mujer Siempre voy amarte Súbele el Volumen | Jermain El Cupido                                                      |
| 2011 | No saben lo que hacen | Lolo En El Micrófono                                                   |
| 2011 | Cualto tola y mujer | Many Malon                                                             |
| 2012 | La depresión La make Fue mi mai No estás aquí 3 Versos |                                                                        |
| 2012 | Mercy (Remix) | Many Malon                                                             |
| 2013 | Me siento mal Escucharte gritar Pound cake (Remix) | Many Malon                                                             |
| 2013 | Mi vida |                                                                        |
| 2014 | Capea el dough La ventana El viola beat Come to my hood (Remix) |                                                                        |
| 2014 | Malon Fried Chiken | Many Malon                                                             |
| 2014 | Malon Love | Villanosam y Many Malon                                                |
| 2015 | Llámame Kiubbah Uno de los dos Abatido de Malon Me gusta |                                                                        |
| 2015 | Santa Claus | Many Malon                                                             |
| 2016 | Love yourself |                                                                        |
| 2016 | Saquen frente 2 | Big Mato, Messiah, Tali, Lito Kirino, Guariboa, Tori Nash y Young Flow |
| 2016 | Árabe | Many Malon                                                             |
| 2017 | La entrevista El amor Aunque se me salga un gallo Soldado Báilame Maldita dema Quiero ser La ventana 2 |                                                                        |
| 2017 | Jersey (Remix) | Anuel AA y Many Malon                                                  |
| 2017 | Nueva York (Remix) | Arcángel, Many Malon, Tali y Lito Kirino                               |
| 2018 | Gucci Gang |                                                                        |
| 2019 | Capo | R1 La Esencia y Many Malon                                             |
| 2020 | Balaguer | Shelow Shaq y Many Malon                                               |
| 2020 | Freestyle #031 | Dj Scuff & Many Malon                                                  |
| 2020 | Estoy Feliz | N-Fasis & King Kalibre                                                 |
| 2020 | Corito Sano Corito Sano 2 Corito Sano 3 |                                                                        |